# Stazione di Chiaramonte Gulfi
La stazione di Chiaramonte Gulfi era una stazione ferroviaria passante di superficie al servizio di Chiaramonte Gulfi, situata a 1,5 km a sud del paese lungo la ferrovia a scartamento ridotto Siracusa-Ragusa-Vizzini.

## Storia
La stazione venne costruita e inaugurata nel 1922 in seguito alla costruzione della ferrovia realizzata dalla Società Anonima per le ferrovie secondarie della Sicilia (SAFS) per la connessione dei numerosi e importanti centri abitati delle provincie di Ragusa e Siracusa. La stazione di Chiaramonte Gulfi fu chiusa nel 1949 a seguito della chiusura all'esercizio del tratto da Bivio Giarratana a Ragusa per la diminuzione del traffico merci conseguente alla crisi del dopoguerra, e rimase abbandonata fino all'inizio degli anni novanta quando fu ceduta a privati. 
Oggi l'edificio della stazione è stato rimodernato e trasformato in un albergo-ristorante.

## Strutture e impianti
La stazione, situata sul tratto bivio Giarratana-Ragusa, era dotata di 2 binari passanti, torre dell'acqua e di un piccolo scalo merci servito da due binari tronchi.
Dal bivio di Giarratana fino alla stazione di Chiaramonte Gulfi il tracciato aveva un andamento tortuoso seguendo il fianco della montagna, il Monte Lauro (986 m s.l.m.) prima e il Monte Arcibessi (906 m s.l.m.) dopo, con molti tratti in galleria e in trincea. Il resto del tragitto dalla stazione di Chiaramonte fino alla stazione della Nunziata si presentava abbastanza pianeggiante seguendo la linea naturale dell'altopiano ibleo, e poi affiancando la linea ferroviaria FS per gli ultimi 3,5 km arrivava alla stazione di Ragusa SAFS (518 m s.l.m.). La stazione si trova a 845 m s.l.m. ed era la stazione più alta di questa linea.

### L'autoservizio sostitutivo
La chiusura della linea ferroviaria venne seguita dall'istituzione di vari servizi sostitutivi su strada (autobus) gestiti dalla stessa SAFS.
- Autoservizio Ragusa-Vizzini, 2 sole corse al giorno di cui una limitata a Chiaramonte Gulfi

## Galleria d'immagini

La stazione di Chiaramonte Gulfi.
La vecchia stazione.
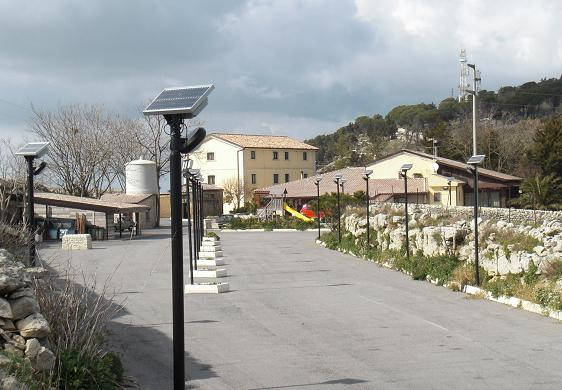
Il piazzale della stazione nel marzo 2009.
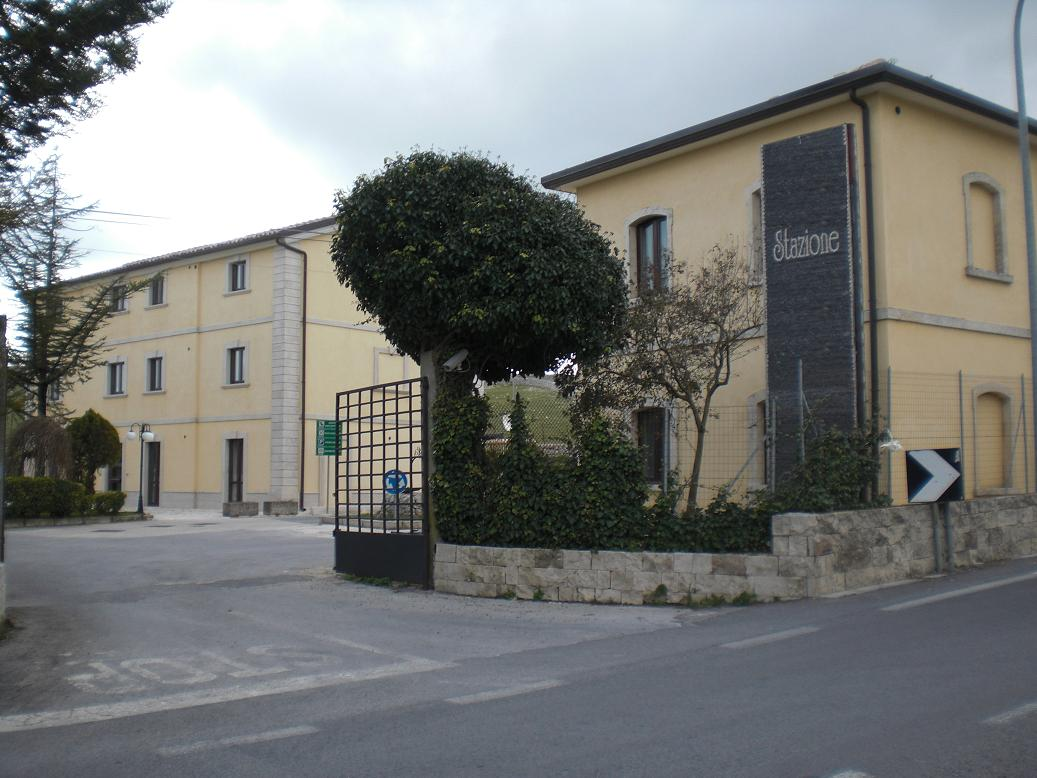
L'ingresso e i locali ristrutturati della stazione.